# Bitter Tears: Ballads of the American Indian
Albums de Johnny Cash
I Walk the Line
(1964) Orange Blossom Special
(1965)
Bitter Tears: Ballads of the American Indian est le vingtième album publié par le chanteur américain de musique country Johnny Cash en 1964 par Columbia Records. Comme son titre l'indique, les titres de l'album mettent exclusivement l'accent sur l'histoire et les problèmes auxquels doivent faire face les Amérindiens aux États-Unis. Johnny Cash qui avait été convaincu que ses ancêtres comprenaient des membres de la tribu Cherokee, cela en partie servi d'inspiration pour l'enregistrement de Bitter Tears (les larmes amères). Tout au long de l'album, Cash se concentre sur le traitement brutal et injuste des peuples autochtones d'Amérique du Nord.

## Titres
| 1.    | As Long as the Grass Shall Grow | Peter La Farge             | 6:10 |
| 2.    | Apache Tears                    | Johnny Cash                | 2:34 |
| 3.    | Custer                          | Peter La Farge             | 2:20 |
| 4.    | The Talking Leaves              | Johnny Cash                | 3:55 |
| 5.    | The Ballad of Ira Hayes         | Peter La Farge             | 4:07 |
| 6.    | Drums                           | Peter La Farge             | 5:04 |
| 7.    | White Girl                      | Peter La Farge             | 3:01 |
| 8.    | The Vanishing Race              | Johnny Cash, Johnny Horton | 4:02 |
| 31:13 |                                 |                            |      |